# Woodwork
Woodwork ist ein Jazzalbum von Matthew Stevens. Die 2014 entstandenen Aufnahmen erschienen 2015 auf Whirlwind Recordings/Crystal Math.

## Hintergrund
Der Gitarrist Matthew Stevens tat sich in den 2010er-Jahren vor allem als Mitglied eines Quartetts unter der Leitung von Walter Smith III hervor, zu hören auf Alben wie In Common 2. Stevens’ musikalische Verbindungen führten ihn zu Michael Janischs Label Whirlwind Recordings, um sein erstes Album unter eigenem Namen zu veröffentlichen. Das in New York aufgenommene Album entstand in Quintettbesetzung mit dem Pianisten Gerald Clayton, dem Bassisten Vicente Archer, dem Schlagzeuger Eric Doob und dem Perkussionisten Paulo Stagnaro. Das Material umfasst elf Eigenkompositionen von Stevens sowie eine Coverversion des David-Bowie-Songs „Sunday“.

## Titelliste
- Matthew Stevens: Woodwork (Whirlwind Recordings WR4677)[2]

1. Ashes (One) 1:53
2. Star LA 5:01
3. Woodwork 6:10
4. Sequel 5:55
5. Blasted 6:49
6. Sunday (David Bowie) 8:42
7. Gut Check 2:12
8. Brothers 3:57
9. Ashes (Two) 3:37
10. Uptown Dance Party 3:55
11. Grown Ups 5:20
12. Gently 3:25

Wenn nicht anders vermerkt, stammen die Kompositionen von Matthew Stevens.

## Rezeption
Stevens’ Debütalbum Woodwork erhielt begeisterte Kritiken vom Down Beat (★★★★½), The Irish Times, Jay Z’s Life and Times, JazzTimes, Jazzthetik, Jazzwise, dem Kansas City Star, Ottawa Citizen und anderen Zeitschriften. LA Weekly beschrieb Woodwork als „eine Mischung aus modernen Jazz- und Neo-Fusion-Elementen, die ... klangliche Vielseitigkeit und versierte Produktionsfähigkeiten zeigen.“

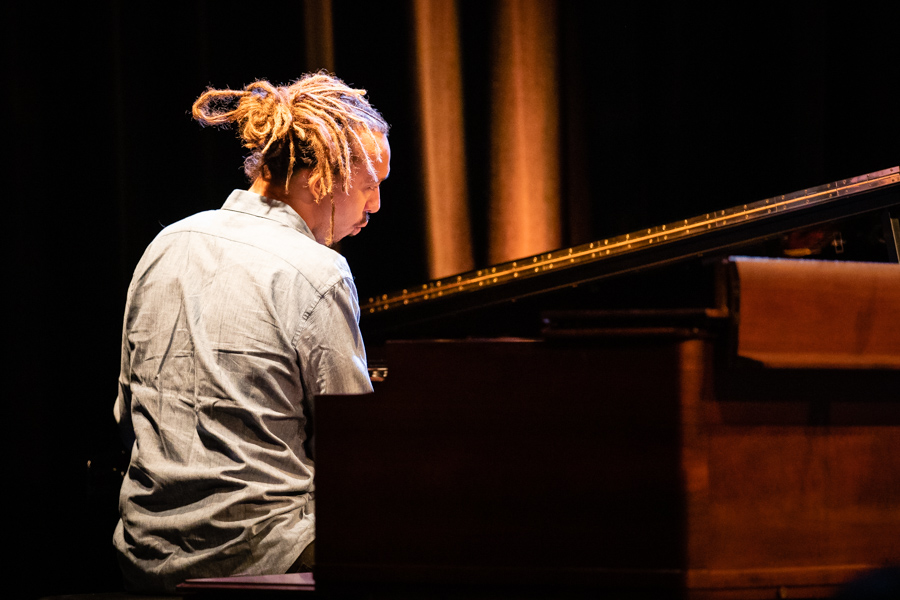
Gerald Clayton bei einem Auftritt in Oslo (Nasjonal Jazzscene) 2019

Nach Ansicht von Ian Mann (JazzMann) stelle Woodwork ein äußerst beeindruckendes Debüt von Stevens dar, der hier sowohl als Gitarrist als auch als Komponist beeindruckend punkte. Seine Melodien umfassten eine Vielzahl von Stimmungen und Stilen und seine Kompositionen spiegeln sich im Spiel mit Stevens wider, der eine beeindruckende Vielfalt an Gitarrenklängen liefere, sowohl elektrisch als auch akustisch. Sein Spiel sei erfrischend klischeefrei und Stevens profiliere sich auf diesem Album als einer der originellsten Gitarristen überhaupt. Er werde von seiner Band hervorragend unterstützt, Archer und Doob würden als flexibles und intelligentes Rhythmuspaar agieren, und Stagnaro setze regelmäßig willkommene Farbtupfer. Am meisten beeindrucke aber Clayton, nicht nur durch seine vielen exzellenten Soli, sondern auch durch die Qualität seines Ensemblespiels; das Verhältnis zwischen Gitarre und Klavier sei nicht immer einfach, aber Stevens und Clayton wären ein tolles Team.